# Udrzyn

Udrzyn (prononciation : [ˈudʐɨn]) est un village polonais de la gmina de Brańszczyk dans le powiat de Wyszków de la voïvodie de Mazovie dans le centre-est de la Pologne.
Il se situe à environ 10 kilomètres à l'est de Brańszczyk (siège de la gmina), 21 kilomètres au nord-est de Wyszków (siège du powiat) et à 71 kilomètres au nord-est de Varsovie (capitale de la Pologne).
Le village possède une population de 311 habitants en 2011.

## Histoire
De 1975 à 1998, il faisait partie du territoire de la Voïvodie d'Ostrołęka